# ボートン＝オン＝ザ＝ウォーター
ボートン=オン=ザ=ウォーター（Bourton-on-the-Water）は、イングランドのコッツウォルズ地域にあるグロスターシャー州のヴィレッジで行政教区（Civil Parish）である。
2019年6月30日の人口は推定4073人だが、未だ小さい村のように考えられている。

## 歴史
ボートン＝オン＝ザ＝ウォーターにおける最古の人間の活動の記録は、虐殺橋近くの砂利の中から発見された、新石器時代(紀元前4000年頃)の陶器である。
サーモンズベリー牧草地SSSIの発掘からは、新石器時代から青銅器時代、ブリタンニア時代(紀元前43年～410年)の間、常に定住が有った事が判明している。
ローマ時代の道であるイックニールド街道(リクニールド街道)は、ボートン＝オン＝ザ＝ウォーターでフォッセ街道から分岐し、南ヨークシャーのテンプルボローに向かう。
古代ローマ陶器と古代ローマの通貨が村で発掘されている事からも、ローマ帝国の支配を受けていた事が分かる。
708年、サクソン人の木こりが古代ローマ寺院の上に教会を建てた。
11世紀までにノルマン様式建築の教会が建てられ、ウィンドラッシュ川に沿って村は今よりも繁栄していた。
14世紀には現存する聖ローレンス教会の一部が建てられたが、その殆どは17世紀～18世紀に建てられた。
1654年～1953年の間に建てられたウィンドラッシュ川にかかる橋から、「コッツウォルズのベネチア」と呼ばれている。
1862年、旅客列車が開通した。
1908年に国防義勇軍の前身が結成されると、人員募集の為に王立グロスタシャー・ユサールが承認された。
この結成を受けて、連隊はB戦隊から兵の維持を受けた。
現在でも連隊は王立ウェセックス義勇農兵団の中で人員募集を続けている。
1920年代には観光客が増え、1937年にはボートン＝オン＝ザ＝ウォーター・モデル村が建てられた。
1931年～1951年には大きく人口が増加した。
村の住宅や店はコッツウォルズ風の黄色いライムストーンの切石積みで建てられている。
1962年、旅客列車が廃止された。
2002年に公開されたジェームズ・ボンドの映画、「007 ダイ・アナザー・デイ」では、村内の駐車場や近隣の滑走路が撮影地になった。

## 観光事業
ボートンにはたくさんの観光施設がある。
- ウインドラッシュ川にはいくつかの歩道橋や小さな道がかけられていて、夏には旧式フットボールが行われる。
- コッツウォルズ自動車記念館
- バードランド（鳥類のテーマパーク）
- 村・鉄道のミニチュア

## 出身人物
- ウィルフリッド・ハイド=ホワイト - 俳優